# Тарасов, Геннадий Алексеевич
Геннадий Алексеевич Тарасов (15 ноября 1937 — 17 сентября 2017) — советский и российский военачальник. Заместитель начальника штаба Тыла Вооружённых Сил СССР. Генерал-майор.

## Биография
Родился 15 ноября 1937 года.

### Образование
- 1954—1956 годы Днепропетровское Краснознамённое военное зенитное артиллерийское училище
- 1959—1963 Военный институт физической культуры
- 1970—1973 годы Военная академия имени тыла и транспорта

### Служба в армии
Вступил в ряды Вооружённых Сил в 1954 году. Окончил Днепропетровское Краснознамённое военное зенитное артиллерийское училище, командовал взводом.
В 1959—1963 учился в Военном институте физической культуры и спорта.
После окончания училища служба на должностях начальника физической подготовки и спорта полка, дивизии, старшего помощника начальника отделения боевой подготовки дивизии РВСН.
В 1970 году поступил и в 1973 году окончил Военную академию тыла и транспорта в Ленинграде. Прошёл должности от заместителя командира полка по тылу до заместителя начальника штаба Тыла Вооружённых Сил СССР.
С 1987 года — старший преподаватель, заместитель начальника кафедры тыла и технического обеспечения Военной академии Генерального штаба Вооружённых сил СССР и Российской Федерации. Участник боевых действий в Афганистане, был ранен.
В 1994 году уволен в отставку с правом ношения военной формы одежды.

### После службы
По завершении службы в 1994 году продолжил преподавательскую деятельность в Военной академии Генерального штаба и Общевойсковой академии Вооружённых Сил. Автор более ста научных трудов.
Скончался 17 сентября 2017. Похоронен на Федеральном военном мемориальном кладбище.

## Знаки отличия
- Орден «За службу Родине в Вооружённых Силах СССР» 3 степени
- Медаль «В ознаменование 100-летия со дня рождения Владимира Ильича Ленина» (6 апреля 1970[2])
- Юбилейная медаль «Двадцать лет Победы в Великой Отечественной войне 1941—1945 гг.»
- Медаль «Генерал армии Хрулёв»
- Медаль «За укрепление боевого содружества»
- Юбилейная медаль «300 лет Российскому флоту»
- Юбилейная медаль «40 лет Вооружённых Сил СССР»[3]
- Юбилейная медаль «50 лет Вооружённых Сил СССР»[4]
- Юбилейная медаль «60 лет Вооружённых Сил СССР»[5]
- Юбилейная медаль «70 лет Вооружённых Сил СССР»[6]
- Медаль «За безупречную службу» I степени
- Медаль «За безупречную службу» II степени
- Медаль «За безупречную службу» III степени
- Нагрудный знак «Воину-интернационалисту»
- Медаль «Воину-интернационалисту от благодарного афганского народа»